# 董子斉
董 子斉（とう しさい、簡: 董子齐、繁: 董子斉、拼音: Dǒng Zǐqí ドン・ツィキー、1995年2月9日 - ）は、中華人民共和国のカーリング選手。2022年北京オリンピック代表。

## 経歴
2013年1月に開催された2013年パシフィックアジアジュニアカーリング選手権に中国代表として13歳で出場。
2018年には2018年世界ジュニア選手権に出場、銅メダル獲得。また、ジュニア世代ながら11月に開催された2018年パシフィックアジアカーリング選手権に中国代表として出場して銅メダル。
パシフィックアジアジュニア選手権に4回出場し、チームは2011年に4位、2012年に銅メダル、2014年と2015年に銀メダルを獲得。
2020-21年シーズン、2021年世界女子カーリング選手権に韓雨がスキップを務める中国代表として出場、ラウンドロビンを6勝7敗でプレーオフに進めず、結果は10位。
2021-22年シーズン、自国開催の2022年北京オリンピックに中国代表としてセカンドで出場したが7位に終わった。

## 戦績

### 中国代表

#### 4人制
- 冬季オリンピック
  - 2022年北京（ 中国）- 7位
- 世界女子カーリング選手権
  - 2021年カルガリー（ カナダ）- 10位
- パシフィックアジアカーリング選手権
  - 2018年江陵（ 韓国）-  銅メダル
- 世界ジュニアカーリング選手権
  - 2018年アバディーン（英語版）（ スコットランド）-  銅メダル
- パシフィックアジアジュニアカーリング選手権
  - 2011年ネイズビー（英語版）（ ニュージーランド）- 4位
  - 2012年全州（英語版）（ 韓国）-  銅メダル
  - 2014年ハルビン（英語版）（ 中国）-  銀メダル
  - 2015年ネイズビー（英語版）（ ニュージーランド）-  銀メダル
- 冬季ユニバーシアード
  - 2023年サラナクレイク（ アメリカ合衆国）-  金メダル